# Maria Elena Boschi
Marianna Elena Boschi (Montevarchi, 24 de janeiro de 1981) é uma advogada e política italiana, deputada desde 2008 e ministra das Reformas Constitucionais desde 21 de fevereiro de 2014 do Governo de Matteo Renzi.
Deputada do Partido Democrático eleita em 2008, faz parte da Comissão I (Negoscios Constitucionais, da Presidência do Conselho e do Interior).
Católica Romana, entre seus apoiadores ela é amplamente conhecida pela sigla MEB. Boschi deixou o Partido Democrata e desde 2019 é membro do partido liberal  Italia Viva de Matteo Renzi.